# ローマ条約 (1924年)
ローマ条約（ローマじょうやく、英：The Treaty of Rome）は、1924年1月27日に合意された条約。イタリア王国とユーゴスラビア王国は、フィウーメはフィウーメ県としてイタリアに属し、スシャクの町はユーゴスラビア王国の一部と認めた。
フィウーメとスシャクは港湾施設の共同管理をすることになった。どちらの町も現在はクロアチアのリエカにある。

## 背景

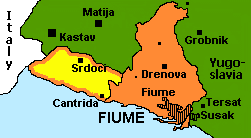
フィウーメ郡（オレンジ）と一帯の土地（黄色）は、ラパッロ条約によってフィウーメ自由国に

フィウーメがガブリエーレ・ダンヌンツィオのカルナーロ＝イタリア執政府の支配下に入った後、1920年のラパッロ条約によりフィウーメ自由国が成立し、すぐにアメリカ合衆国、フランス、イギリスを含む他国に承認された。この国は法律上は4年、事実上は1年しか存在しなかった。また港の共同管理は決して成立しなかった。
1921年4月24日、議会の最初の総選挙が行われ、フィウーメ自治運動のリーダーであるリカルド・ザネッラが大統領に選出された。1922年3月3日、ファシスト議員のフランチェスコ・ジウンタが指揮した運動により、ザネッラは辞任を余儀なくされた。1923年9月17日、イタリアの将軍であるガエタノ・ジャルディーノが、イタリアのベニート・ムッソリーニ首相から、治安回復の任務を負って派遣された。その間に、イタリアとユーゴスラビア王国の間で、フィウーメ自由国を解散させるための交渉が始まった。
全ての政党は1924年2月22日にローマで条約を批准し、同日発効した。その後、条約は1924年4月7日に国際連盟条約シリーズに登録された。

## 条項
このローマ条約により、ラパッロ条約の一部が取り消された。
ユーゴスラビア王国は、スシャクの海港とフィウーメ州の北部を含むリエチナ川のデルタ地帯の主権を主張した。イタリアには、フィウーメ市、その周辺の土地、そしてイタリア本土に接続するための沿岸回廊が与えられた。

## 余波
国境の正確な決定は、共同管理の妨げになり、ゆえにネットゥーノ条約が1925年7月20日に合意された。
第二次世界大戦の激動に続いて、ティトのユーゴスラビアはフィウメを併合し、ローマ条約の規定に終止符を打った。